# Hamburger Börs
L'Hamburger Börs ou "Börsen" situé Jakobsgatan 6, à Stockholm est une scène légendaire de cabaret en Suède. 
Le bâtiment ouvre en 1730 mais s'appelle Neschers källare. Il devient Hamburger Börs en 1811. En 1892, c'est un estaminet réputé mais ce n'est qu'à partir de 1956 que ce lieu accueille des spectacles. Beaucoup d'artistes suédois se sont produits dans ce cabaret dont Owe Thörnqvist, Lill Lindfors, Monica Zetterlund, Anita Lindblom, Git Gay, Bert-Åke Varg, Hep Stars, Povel Ramel et Wenche Myhre.
Le  21 décembre 1970, l'Hamburger Börs est rasé. En 1975, un nouveau local est construit, à peu près à la même place et il a pour nom Börsen. Dans les années 1980, des artistes tels que Björn Skifs, Janne Carlsson, Jan Malmsjö et Lill-Babs s'y produisent. En 1990, la scène reprend son nom d'origine, Hamburger Börs, mais rencontre de gros problèmes financiers. La situation financière du cabaret se redresse grâce au spectacle de Lena Philipsson. Depuis, la salle accueille des artistes tels que Magnus Uggla, Tommy Körberg, After Dark, Jerry Williams et Nanne Grönvall.